# Jean de Tournes
Jean de Tournes (* 1504 in Noyon; † 1564 in Paris) war ein französischer Drucker und Verleger.

## Leben
Tournes wurde in Noyon geboren und eröffnete um das Jahr 1540 eine Druckerei in Lyon. Tournes wurde wegen seiner kunstvollen Buchentwürfe berühmt. Er veröffentlichte beachtenswerte Ausgaben von Francesco Petrarca (1550) und Vitruv (1552) und gab die Gedichtsammlung von Louise Labé heraus (1555). Sein gleichnamiger Sohn musste Lyon wegen seiner Beziehung zu den Hugenotten 1585 verlassen. Er ging nach Genf, wo er das Unternehmen weiterführte.